# Bathymyrus simus
Bathymyrus simus är en fiskart som beskrevs av Smith, 1965. Bathymyrus simus ingår i släktet Bathymyrus och familjen havsålar. Inga underarter finns listade.